# Ils étaient dix (mini-série)
Pour les articles homonymes, voir Dix Petits Nègres (homonymie).
Production
Diffusion
Ils étaient dix est une minisérie télévisée franco-belge en six épisodes de 52 minutes créée par Bruno Dega et Jeanne Le Guillou. Il s'agit de l'adaptation du roman éponyme retitré d'Agatha Christie (1939).
La série est une coproduction d'Escazal Films, Be-Films et la RTBF (télévision belge).
Elle est sélectionnée et présentée le 17 septembre 2020 au Festival de la fiction TV.
Elle est diffusée le 20 octobre 2020 en exclusivité sur Salto, puis du 17 août 2021 au 31 août 2021 sur M6. En Suisse, elle est diffusée du 13 juillet 2021 au 27 juillet 2021 sur RTS Un. En Belgique, La Une la diffuse du 11 décembre 2021 au 25 décembre 2021. Dans ces trois pays, elle est diffusée par lot de deux épisodes.

## Synopsis
Dix personnes, cinq femmes, cinq hommes, sont invitées sur une île tropicale déserte qui abrite un hôtel de luxe. Les dix invités vont très vite réaliser qu'ils sont seuls sur l'île et coupés du monde, sans portable et sans aucun moyen de quitter ce cauchemar. Pourquoi ont-ils été attirés dans ce piège ? La réponse est cachée dans leur passé.

## Distribution
Sauf indication contraire, les informations mentionnées dans cette section peuvent être confirmées par la base de données cinématographiques Allociné,  présente dans la section « Liens externes ».

### Acteurs principaux
- Samuel Le Bihan : Xavier Troussaud
- Guillaume de Tonquédec : Gilles Delfour
- Marianne Denicourt : Ève Lombardi
- Romane Bohringer : Victoria Deshotel
- Patrick Mille : Vincent Del Piero
- Matilda Lutz : Nina Goldberg
- Manon Azem : Kelly Nessib
- Nassim Si Ahmed : Malik Alaoui
- Samy Seghir : Eddy Hamraoui
- Isabelle Candelier : Myriam Berto
- Mathieu Demy : Mathieu Le Goff
- Samuel Jouy : Arnaud
- Wendy Nieto : Léonie Baptista
- Virginie Ledoyen : Barbara
- Richard Bohringer : le professeur Villemont

### Acteurs secondaires
- Malik Laugier : Nathan
- Samir Boitard : Jimmy
- Arthur Choisnet : Charles Jacobson
- Jessica Taylor : la femme noire
- Marc Duret : le maître Langlois
- Jérôme Soufflet : Tom, le pilote
- Walid Afkir : Sammy
- Youcef Agal : Steve
- Charles Salvy : Patrice Marciano
- Manu Libert : Gilles, enfant
- Ludivine Manca : Maryline
- Clément Brun : Christophe, le soldat maladroit
- Fabien Baïardi : le responsable de l'aérodrome
- Seydina Baldé: Norman

## Production

### Développement
En janvier 2019, on apprend que les scénaristes Bruno Dega et Jeanne Le Guillou ont adapté le roman Dix Petits Nègres d'Agatha Christie en une mini-série en version contemporaine ; la production Escazal Films a confié la réalisation à Pascal Laugier et que le tournage commencerait en février de la même année.

### Distribution des rôles
En janvier 2019, on annonce que les comédiennes Matilda Lutz, Manon Azem, Romane Bohringer, Marianne Denicourt, Isabelle Candelier et les comédiens Pierre Perrier, Samy Seghir, Guillaume de Tonquédec, Samuel Le Bihan, Patrick Mille interprètent les victimes, ainsi que Mathieu Demy et Wendy Nieto, en policier.
En août 2021, on apprend qu'à la veille du tournage, Nassim Si Ahmed a été appelé à la dernière minute pour remplacer Pierre Perrier, blessé au visage en tombant sur des rochers en pleine balade,.

### Tournage
Le tournage a lieu durant 3 mois en Guadeloupe (Saint-François, Deshaies, Les Abymes, Le Moule et Petit-Bourg) et en France métropolitaine (Marseille, en région Provence-Alpes-Côte d'Azur),.

### Musique
La musique de la série est composée par Anthony D’Amario et Édouard Rigaudière.
Liste des pistes
1. Les dix (0:35)
2. Souvenirs (0:14)
3. Spectre suite (0:09)
4. Révélations (0:12)
5. Paradis perdu (0:05)
6. Départs (0:10)

### Fiche technique
Sauf indication contraire, les informations mentionnées dans cette section peuvent être confirmées par la base de données cinématographiques Allociné,  présente dans la section « Liens externes ».
- Titre original : Ils étaient dix
- Création et scénario : Jeanne Le Guillou et Bruno Dega, d'après le roman Dix Petits Nègres d'Agatha Christie
- Casting : n/a
- Réalisation : Pascal Laugier
- Musique : Anthony D’Amario et Édouard Rigaudière[2]
- Décors : Bertrand Seitz[2]
- Costumes : n/a
- Photographie : Virginie Saint-Martin[2]
- Son : Dominique Lacour[2]
- Montage : Loïc Jaspard, Esther Lowe et Bertrand Nail[2]
- Production : Sophie Révil et Denis Carot
- Sociétés de production : Escazal Films, Be-Films, Federation Entertainment et RTBF (coproductions)
- Sociétés de distribution : n/a
- Budget : 9,5 millions d'euros[7]
- Pays de production :  France,  Belgique
- Langue originale : français
- Format : couleur
- Genre : thriller
- Durée : 6 × 52 minutes
- Dates de première diffusion (1er épisode):
  -  France : 17 septembre 2020 (Festival de la fiction TV)[2] ; 20 octobre 2020 sur SALTO[3] ; 17 août 2021 sur M6
  -  Suisse : 13 juillet 2021 sur RTS Un
  -  Belgique : 11 décembre 2021[11]

## Épisodes
La série comporte six épisodes dépourvus de titres.

## Audiences et diffusion

### En France
La série est présentée le 17 septembre 2020 au Festival de la fiction TV, avant d'être choisie par M6 pour être visible en exclusivité sur la plateforme de vidéo à la demande Salto à partir du 20 octobre 2020,.
Elle est ensuite diffusée du 17 au 31 août 2021 sur M6. Les deux premiers épisodes ont rassemblé en moyenne 2,66 millions de téléspectateurs, dont une moyenne de 13,7 % de part d’audience.
| Épisode         | Date de diffusion | Téléspectateurs | PDA     | Réf.   |
| --------------- | ----------------- | --------------- | ------- | ------ |
| 1               | 17 août 2021      | 2 790 000       | 13,4 %  | [ 14 ] |
| 2               | 17 août 2021      | 2 530 000       | 14,1 %  | [ 14 ] |
| 3               | 24 août 2021      | 2 081 000       | 9 %     | [ 15 ] |
| 4               | 24 août 2021      | 1 700 000       | 8,8 %   | [ 15 ] |
| 5               | 31 août 2021      | 2 076 000       | 8,8 %   | [ 16 ] |
| 6               | 31 août 2021      | 1 860 000       | 9,6 %   | [ 16 ] |
|                 |                   |                 |         |        |
| Bilan de saison | Bilan de saison   | 2 172 833       | 10,62 % | [ 17 ] |

- Meilleur audience de la série
- Meilleure PDA de la série

### En Suisse
En Suisse romande, la série est diffusée du 13 juillet au 27 juillet 2021 sur RTS Un, par lot de 2 épisodes.

### En Belgique
En Belgique, la série est diffusée les samedis à 20 h 50 sur La Une par salve de deux épisodes du 11 au 25 décembre 2021.
| Épisode              | Diffusion               | Diffusion            | Audience moyenne          | Audience moyenne                       | Réf.   |
| Épisode              | Jour                    | Horaire              | Nombre de téléspectateurs | Part de marché (sur les 4 ans et plus) | Réf.   |
| -------------------- | ----------------------- | -------------------- | ------------------------- | -------------------------------------- | ------ |
| 1                    | Samedi 11 décembre 2021 | 20:50 - 21:50        | 187 119                   |                                        | [ 18 ] |
| 2                    | Samedi 11 décembre 2021 | 21:50 - 22:50        | 187 119                   |                                        | [ 18 ] |
| 3                    | Samedi 18 décembre 2021 | 20:50 - 21:50        | 176 663                   |                                        | [ 18 ] |
| 4                    | Samedi 18 décembre 2021 | 21:50 - 22:50        | 176 663                   |                                        | [ 18 ] |
| 5                    | Samedi 25 décembre 2021 | 20:50 - 21:50        | 102 207                   |                                        | [ 18 ] |
| 6                    | Samedi 25 décembre 2021 | 21:50 - 22:50        | 102 207                   |                                        | [ 18 ] |
|                      |                         |                      |                           |                                        |        |
| Moyenne de la saison | Moyenne de la saison    | Moyenne de la saison | 155 329                   |                                        |        |

- Les plus hauts chiffres d'audience
- Les plus bas chiffres d'audience

## Accueil critique
La série obtient une note moyenne de 2,3⁄5 sur le site Allociné, avec une répartition des 45 critiques.
Nicolas Bellet de Première sent qu'« il manque sans doute ici l’aspérité qu’on espérait avec à la barre un réalisateur comme Pascal Laugier, spécialiste hexagonal du gore et de la frousse. Mais le réalisateur de Martyrs et Ghostland est manifestement resté dans les clous d’un divertissement grand public ». Pierre Langlais de Télérama voit cette série « un divertissement qui respecte les codes du genre, mais échoue à terrifier et à surprendre (…) et à la fin il ne resta qu’un médiocre slasher ».